# 클라우데라
클라우데라(Cloudera, Inc.)는 기업 고객들에게 아파치 하둡과 아파치 스파크 기반 소프트웨어, 지원 및 서비스, 그리고 트레이닝을 제공하는 미국의 소프트웨어 기업이다.
클라우데라의 하이브리드 오픈 소스 아파치 하둡 배포판 CDH(Cloudera Distribution Including Apache Hadoop)는 기업 등급의 기술 디플로이먼트를 목표로 한다.
클라우데라는 엔지니어링 출력의 50% 이상이 아파치 하둡 플랫폼을 이루는 다양한 아파치 라이선스의 오픈 소스 프로젝트(아파치 하이브, Apache Avro, 아파치 HBase 등)에 기부되고 있다고 이야기한다. 클라우데라는 아파치 소프트웨어 재단의 스폰서이기도 하다.

## 역사
구글, 야후!, 페이스북 출신의 3명의 엔지니어(각각 Christophe Bisciglia, Amr Awadallah, Jeff Hammerbacher)들이 2008년 오라클 출신 마이크 올슨과 함께 클라우데라를 설립하였다.

## 제품 및 서비스
소프트웨어, 서비스, 지원:
- Cloudera Enterprise Data Hub
- Cloudera Analytic DB
- Cloudera Operational DB
- Cloudera Data Science and Engineering
- Cloudera Essentials

클라우드 매니지드 서비스:
- Altus Data Engineering

자유 소프트웨어 버전:
- Cloudera Express
- CDH (Cloudera’s Distribution including Apache Hadoop)

소프트웨어 번들의 일부:
- Cloudera Director
- Cloudera Data Science Workbench
- Cloudera Navigator
- Cloudera Navigator Optimizer
- Cloudera Manager